# Ikarus 417
Ikarus 417 — полунизкопольный городской сочленённый заднеприводный автобус особо большой вместимости венгерской фирмы Ikarus, выпускавшийся с 1994 по 2002 год. 

## Конструкция
Ikarus 417 является полунизкопольным трёхосным шарнирно-сочленённым автобусом 400-й серии. Его самонесущий кузов состоит из двух секций, соединённых между собой шарниром и сильфоном. Привод подаётся на заднюю ось. Двигатель расположен сзади. Кабина водителя отделена от салона перегородкой.

## Производство и эксплуатация
Первый прототип Ikarus 417 был выпущен в 1993 году, а затем в 1994 году началось серийное производство автобусов. В 1998 году автобусы Ikarus 417 претерпели модернизацию.
Значительная часть автобусов Ikarus 417 эксплуатируется в Вуппертале, Германия (17 экземпляров), Польше, Венгрии и Италии. С 1999 по 2012 год один из автобусов Ikarus 417 эксплуатировался в Таборе. Таким образом, Ikarus 417 являлся первым низкопольным сочленённым автобусом в Чешской Республике.

## Заводские модификации
| Модель  | Описание |
| ------- | --- |
| 417.02  | Первый прототип Ikarus 417. Оснащён двигателем Cummins. |
| 417.04  | Было выпущено 18 экземпляров данной модели (17 для Wuppertaler Stadtwerke в Германии и один для Havelbus Verkehrsgesellschaft). |
| 417.08  | Модель предназначалась для польского рынка, но всего было выпущено 3 экземпляра. Они поступили в MZA Warszawa и MPK Wrocław. Для Варшавы автобусы были выпущены в 1995 году. Им были присвоены регистрационные номера 7550 и 7551, и они поступили в депо R5 Inflancka. После ликвидации этого депо в 2003 году они были переданы на базу R13 «Stalowa». В то же время они получили новые регистрационные номера: 7530 и 7531. В 2005 году эксплуатация автобусов была прекращена. В 1995 году два экземпляра были закуплены и собраны вместе с партией из 68 Ikarus 280.70E. Первые низкопольные сочленённые автобусы Ikarus начали эксплуатацию в марте 1996 года. В феврале 2007 года эксплуатация автобусов Ikarus 417.08 была прекращена в связи с финансовыми проблемами. В 1996 году эксплуатация автобусов Ikarus 417 началась во Вроцлаве под регистрационным номером 5000. До декабря 2012 года автобусы находились на складе №6 «Grabiszyńska». |
| 417.10A | Единственный автобус такого типа поступил в 1999 году в чешский город Табор. |
| 417.14  | Автобусы такого типа курсируют в Потсдаме. Также они эксплуатировались компанией DVB в Дрездене, но оказались слишком неисправными и были возвращены на завод. |

## Технические характеристики
| Высота                                             | 2805 мм           |
| Колёсная база                                      | 5360/6660 мм      |
| Передний свес                                      | 2690 мм           |
| Задний свес                                        | 3260 мм           |
| Угол наклона передней рампы                        | 7°                |
| Угол наклона задней рампы                          | 7°                |
| Высота в свету                                     | 270 мм            |
| Высота входа                                       | 330 мм            |
| Высота пола                                        | 350 мм            |
| Внутренняя высота                                  | 2130 мм           |
| Полезная нагрузка                                  | 13 000 кг         |
| Масса                                              | 28 000 кг         |
| Количество перевозимых человек (сидячие + стоячие) | 60+110 человек    |
| Максимальная скорость                              | от 70 до 100 км/ч |

### Двери
Автобусы Ikarus 417 имеют три или четыре автоматические двери. Четвёртая дверь автобуса узкая, остальные три — широкие.

### Конструкция
Автобусы Ikarus 417 оборудованы системой информирования пассажиров FOK-GYEM, которая отображает номер рейса и пункт назначения на передней и боковых частях транспортного средства, точное время, номер рейса, следующую остановку и соответствующие варианты пересадки в салоне, а на небольшом дисплее в задней части автобуса отображается номер рейса.

## Ikarus 417T
Ikarus 417T является мелкосерийным троллейбусом на базе Ikarus 417.

## Галерея

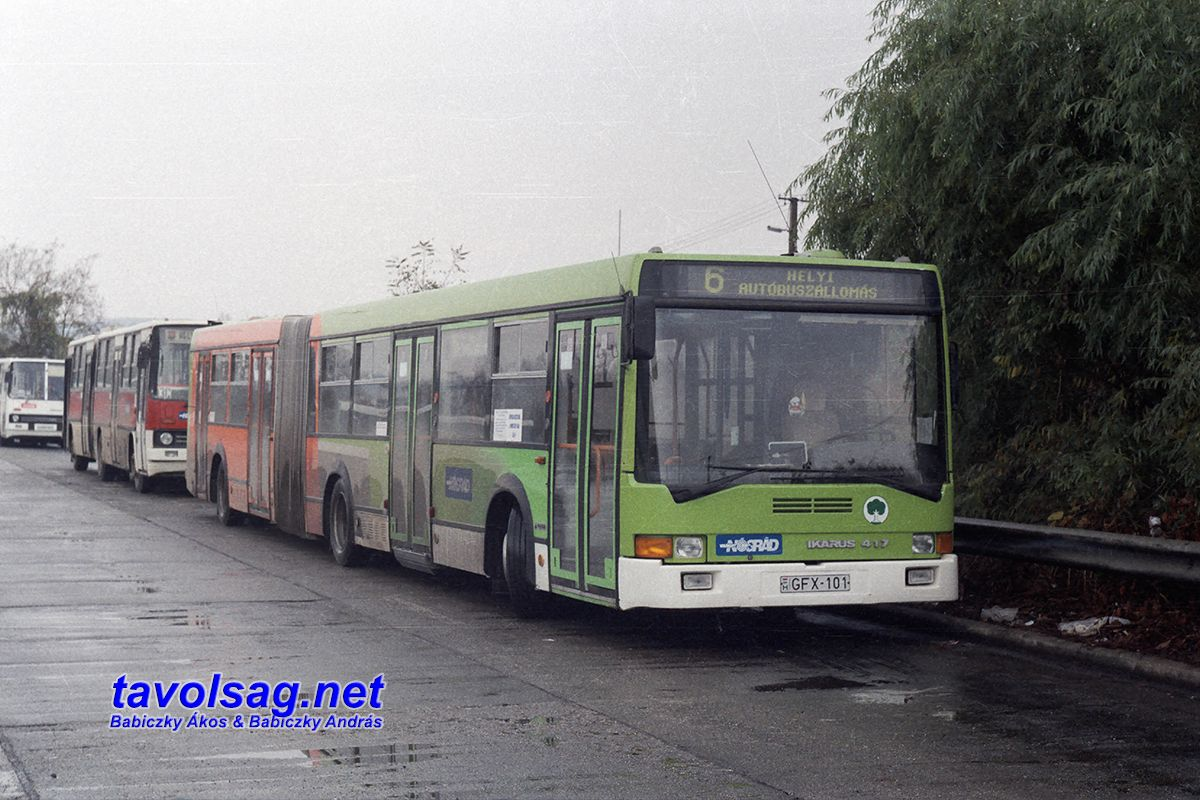
Ikarus 417 в Шальготарьяне
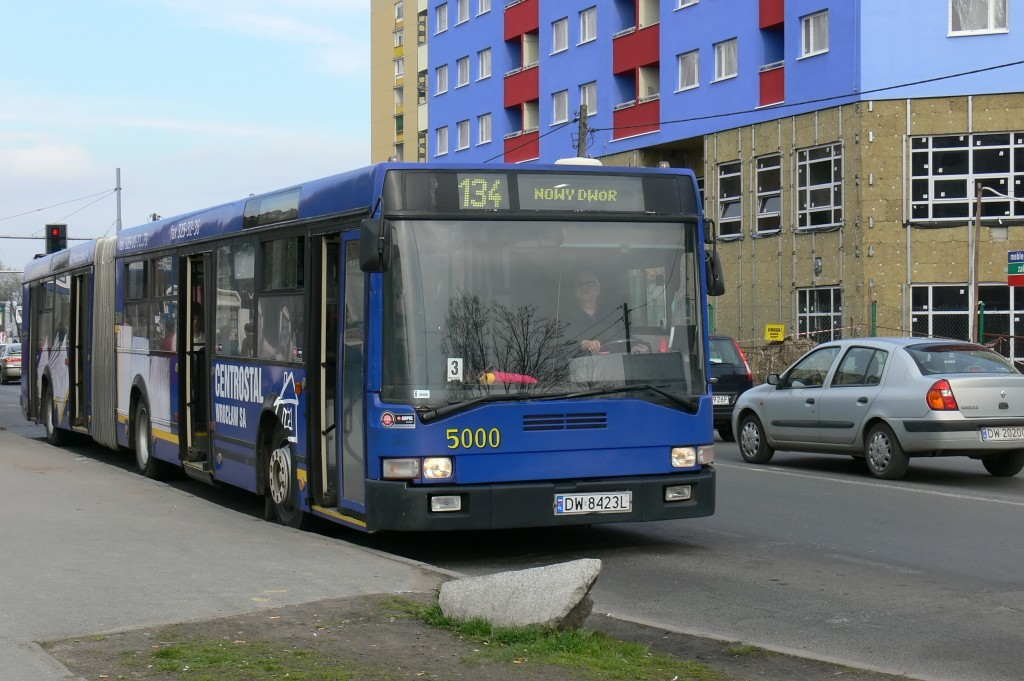
Ikarus 417.08 во Вроцлаве
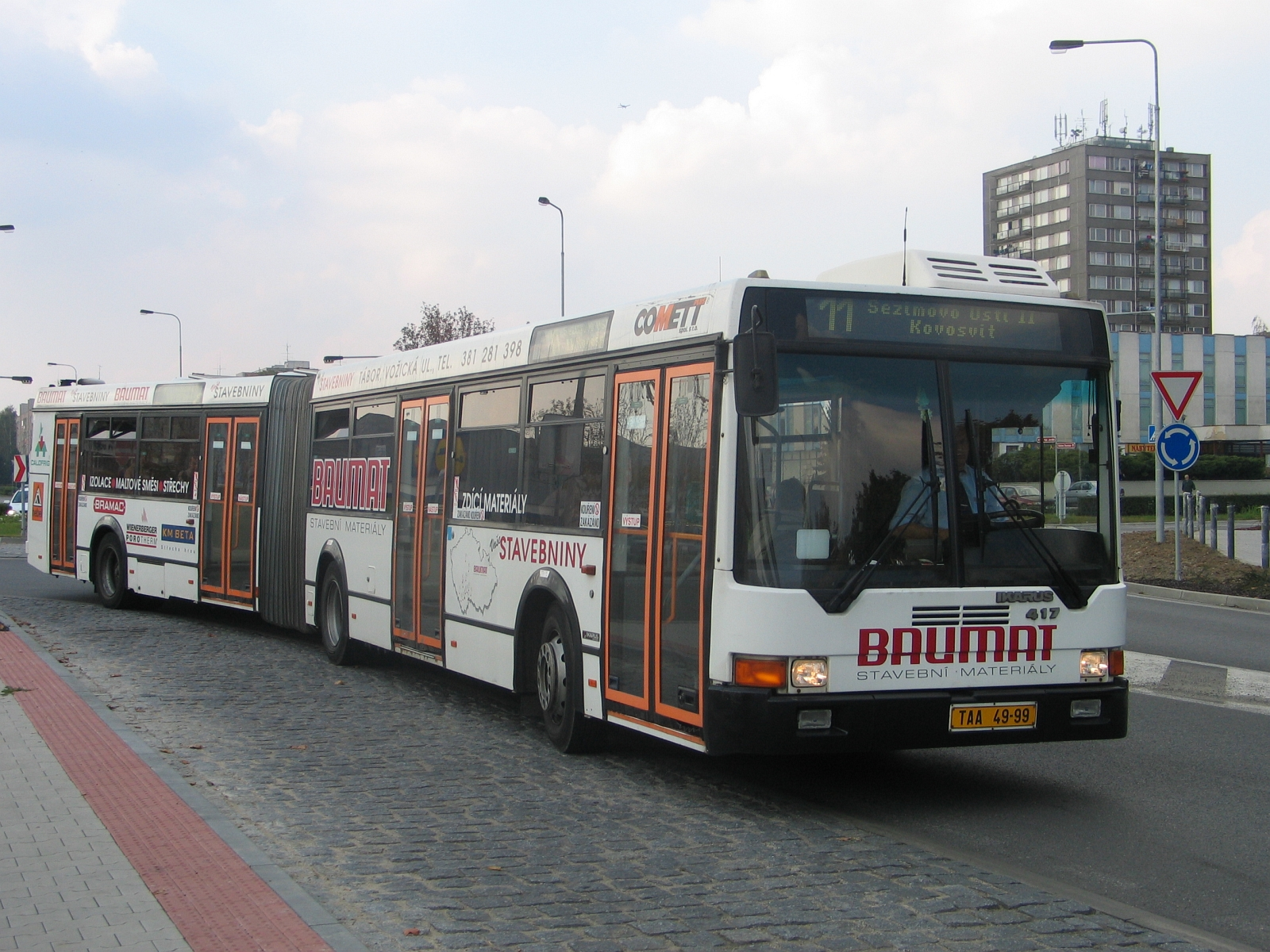
Ikarus 417 в Таборе
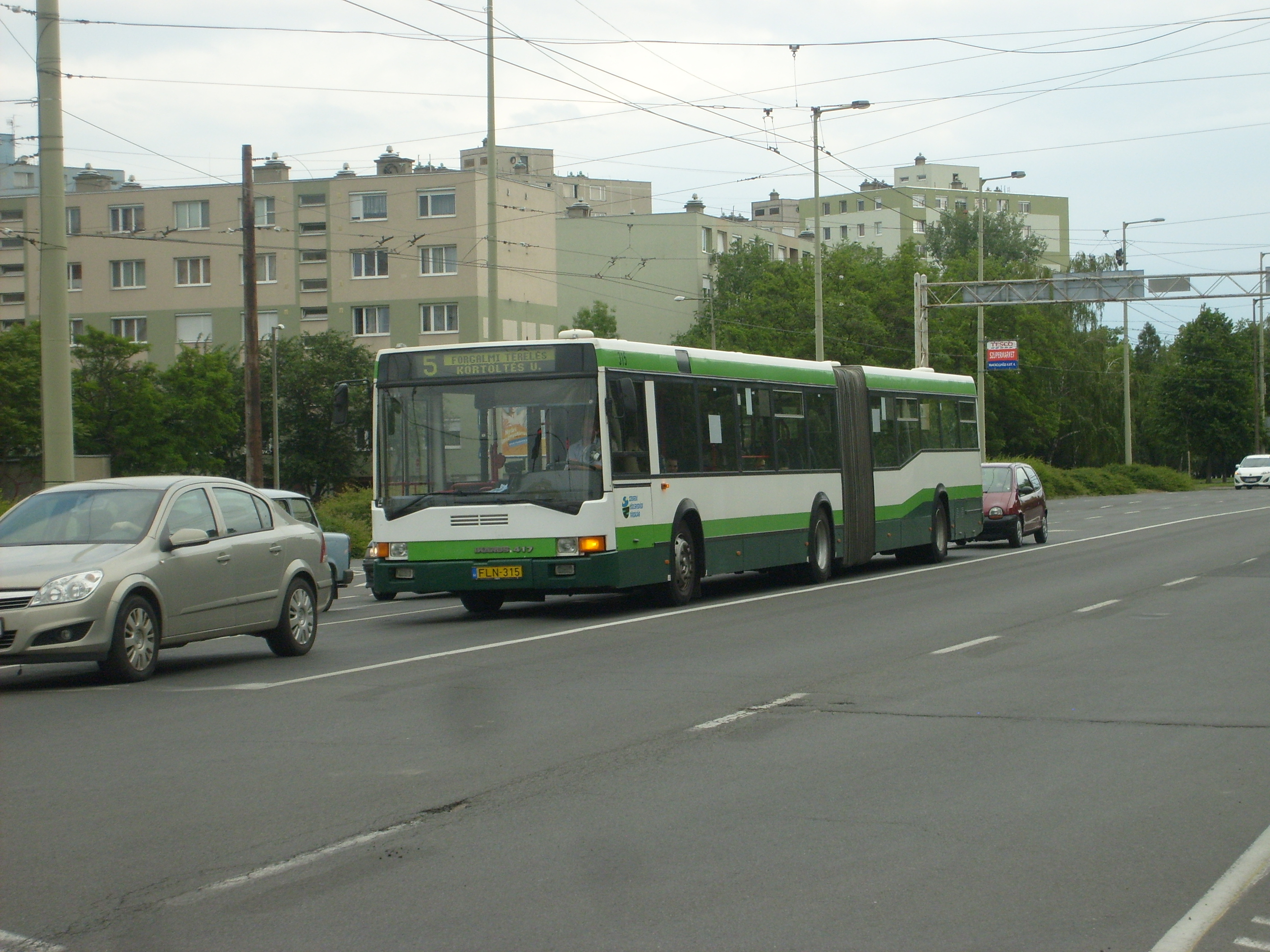
Ikarus 417 в Сегеде
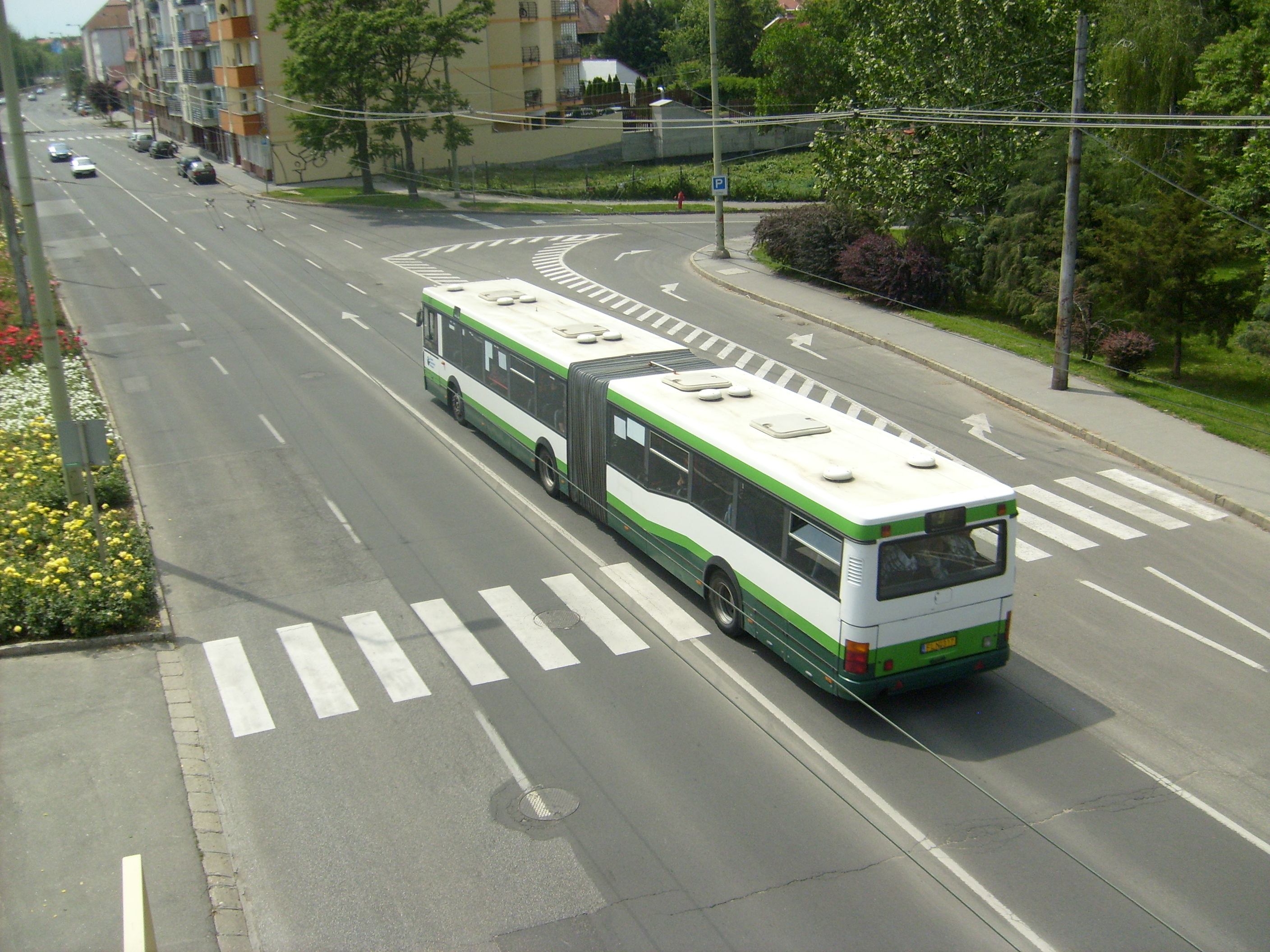
Вид сзади
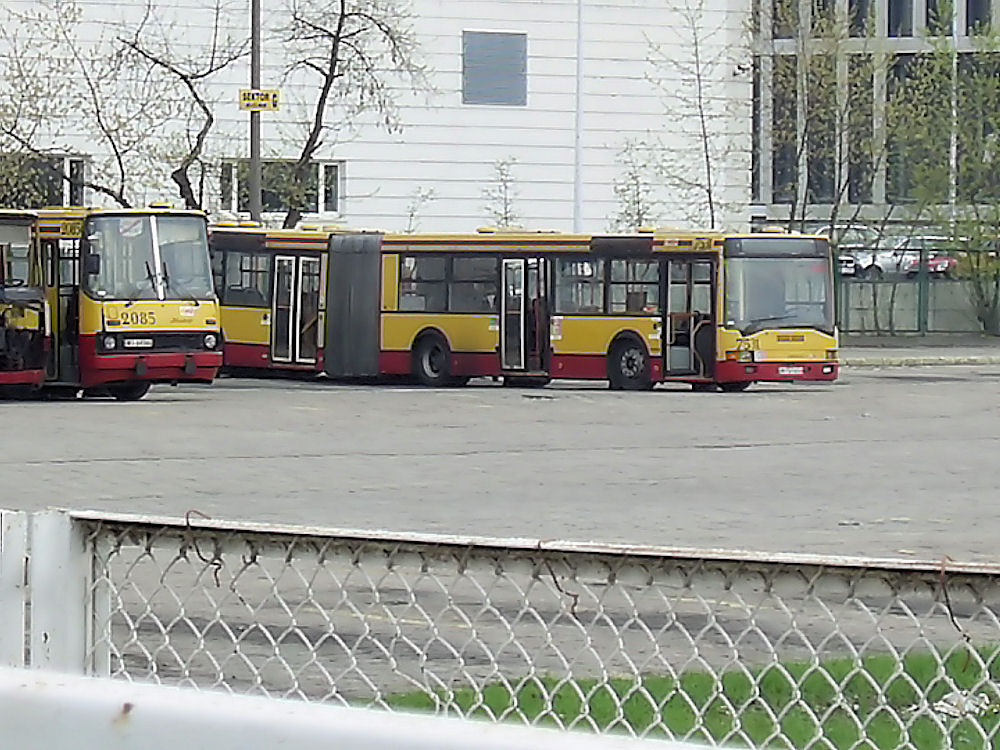
Ikarus 417 и Ikarus 280 на стоянке в Варшаве
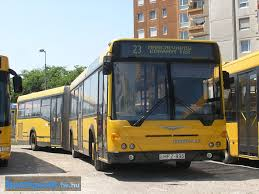
Рестайлинговый Ikarus 417 в Дьёре
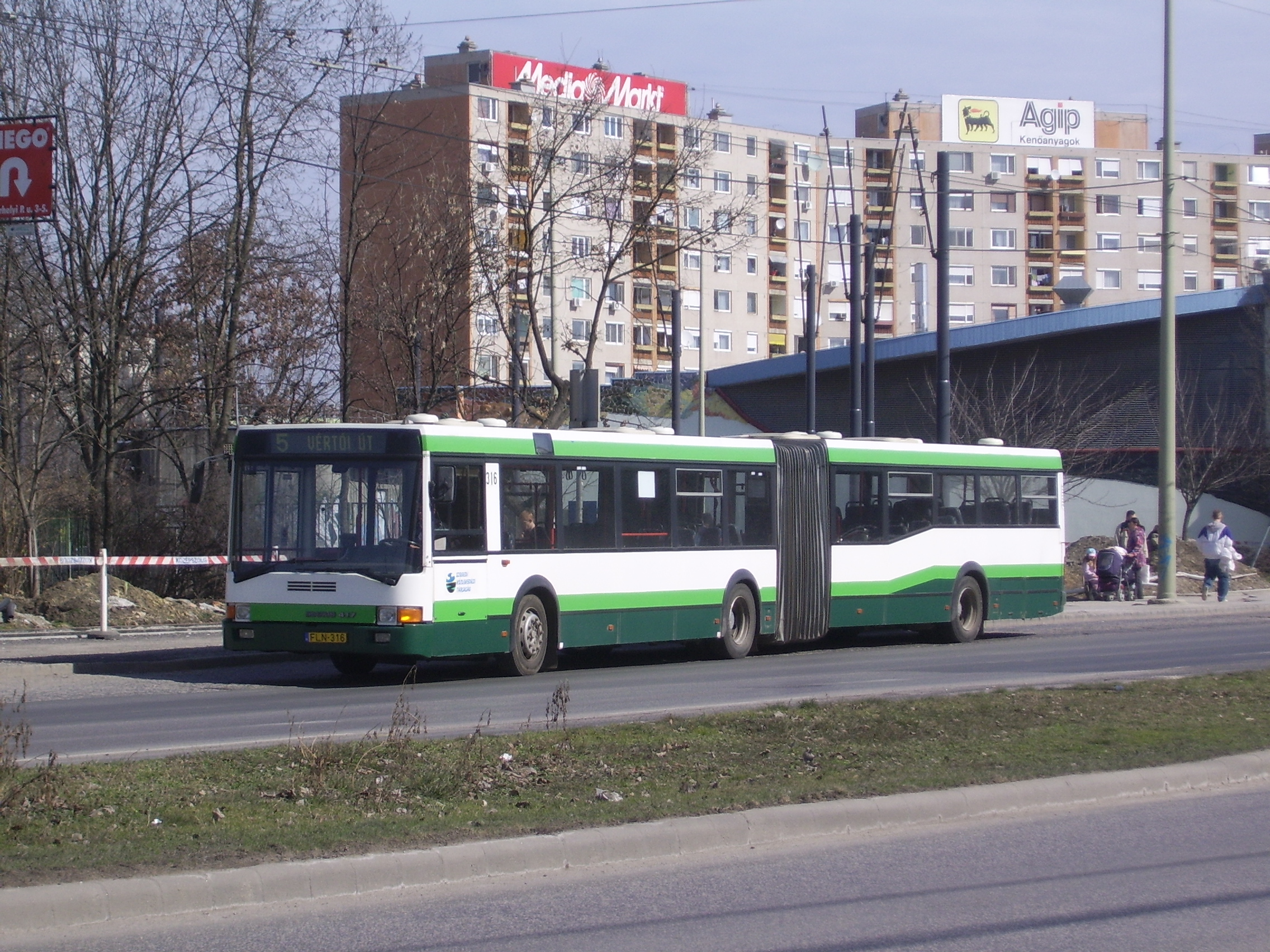
Дорестайлинговый Ikarus 417 в Сегеде